# سورنجان

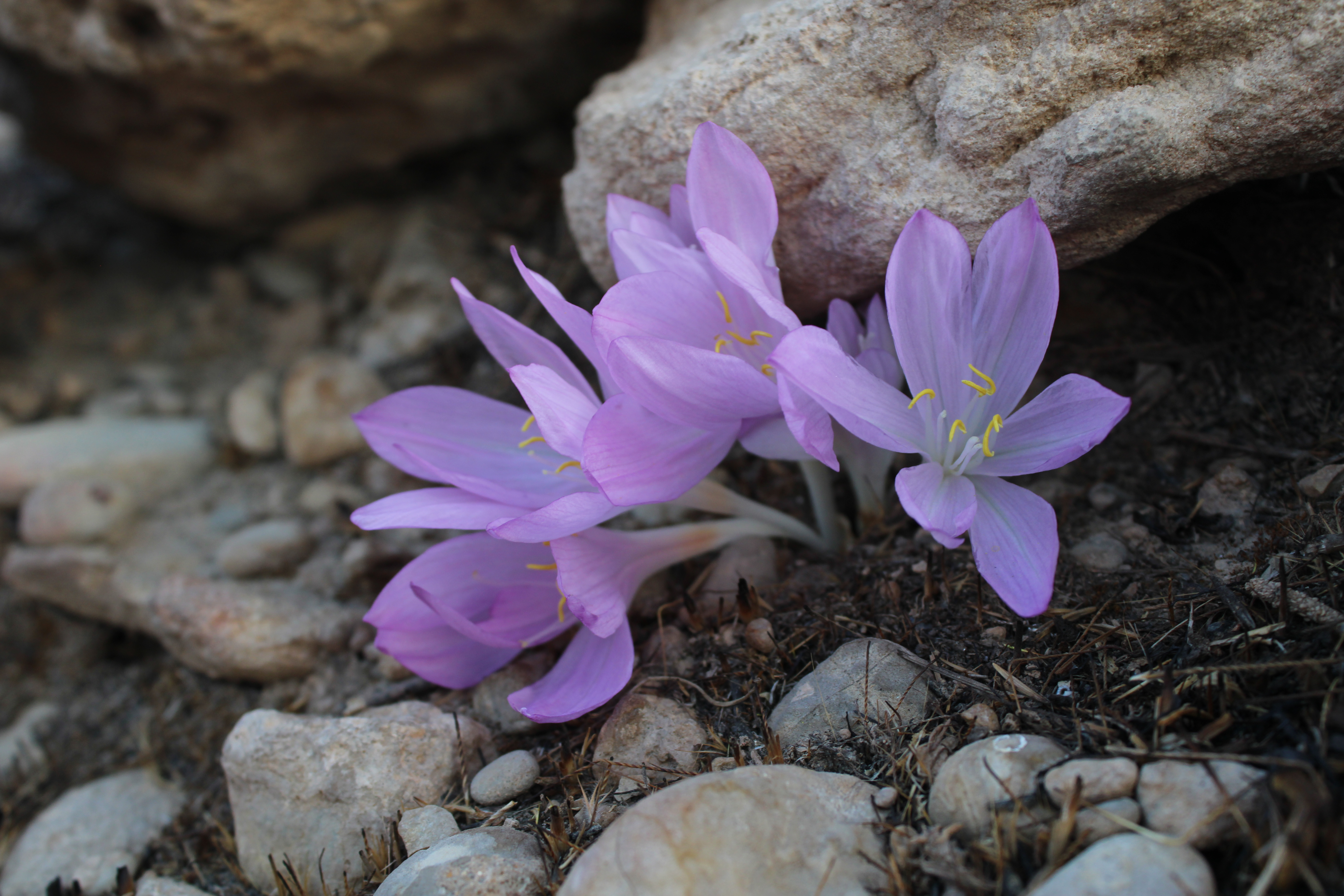
سورنجان (گل حسرت ایرانی خودرو) در بهبهان

سورنجان یا گل حسرت یا گل حسرتی (نام علمی: Colchicum) نام یک سرده از راسته سوسن‌سانان، تیره گل‌حسرتیان است. 

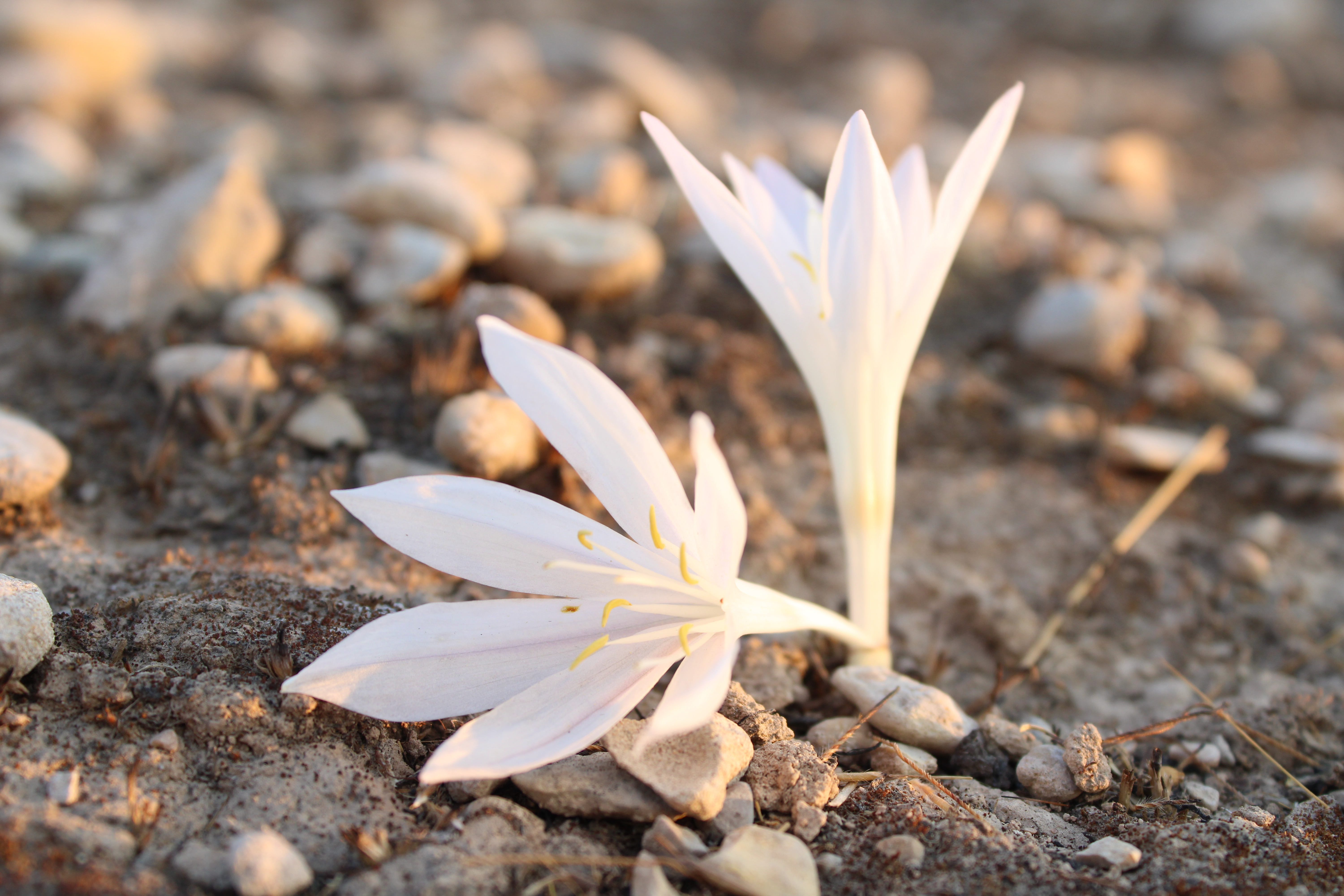
گل حسرت ایرانی سفید خودرو در بهبهان

سورنجان سرده‌ای است علفی با حدود ۳۰ گونه که بومی اوراسیا هستند؛ گل‌های آن‌ها بدون ساقه و شبیه گل زعفران است که در پاییز می‌شکفد و به آن‌ها زعفران پاییزه یا چمنزار گفته می‌شود؛ میوهٔ آن‌ها پوشینهٔ سه‌حجره‌ای است که در بهار، زمانی که برگ‌ها ظاهر می‌شوند، می‌رسد. 

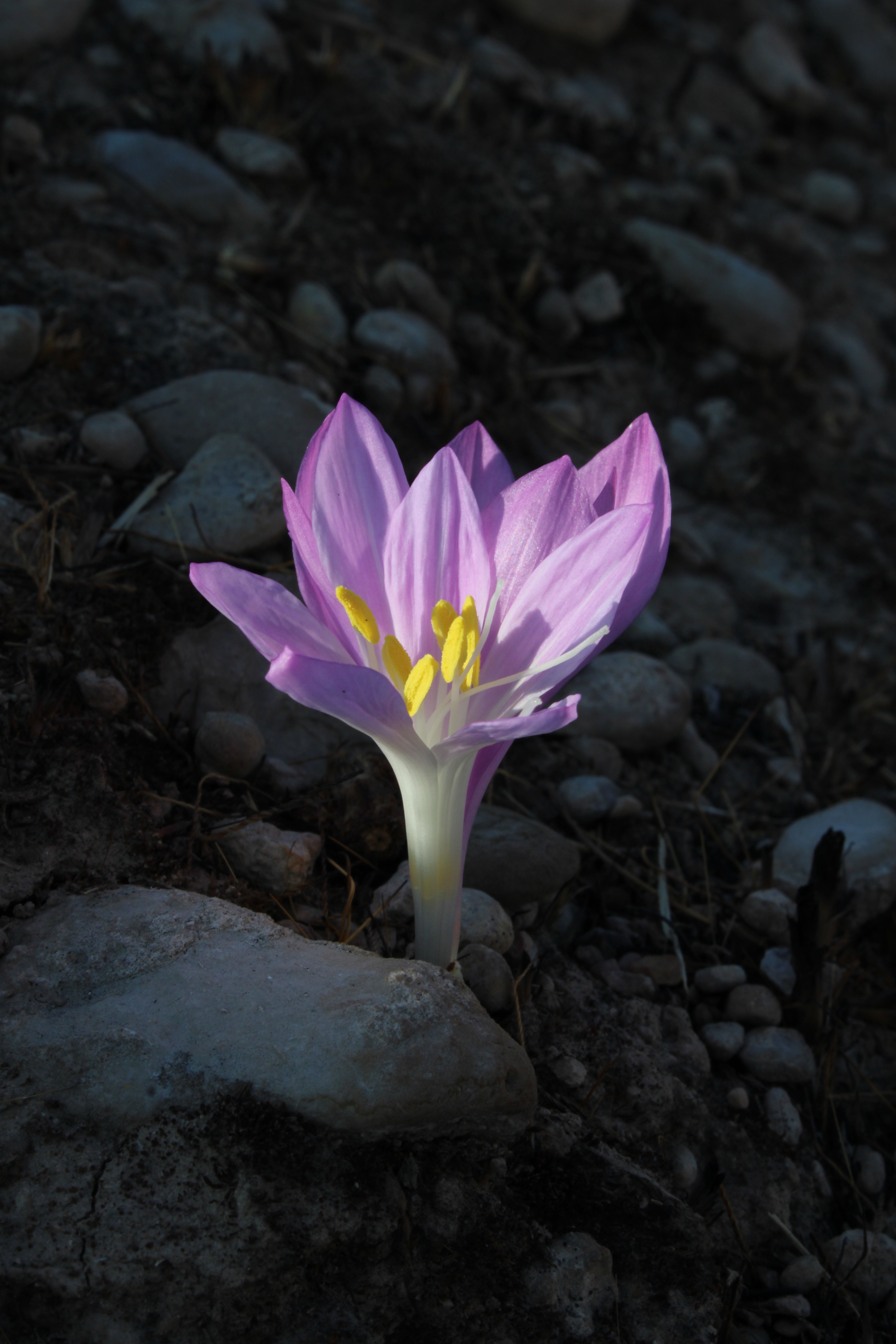
گل حسرت یا سورنجان خودرو، بهبهان

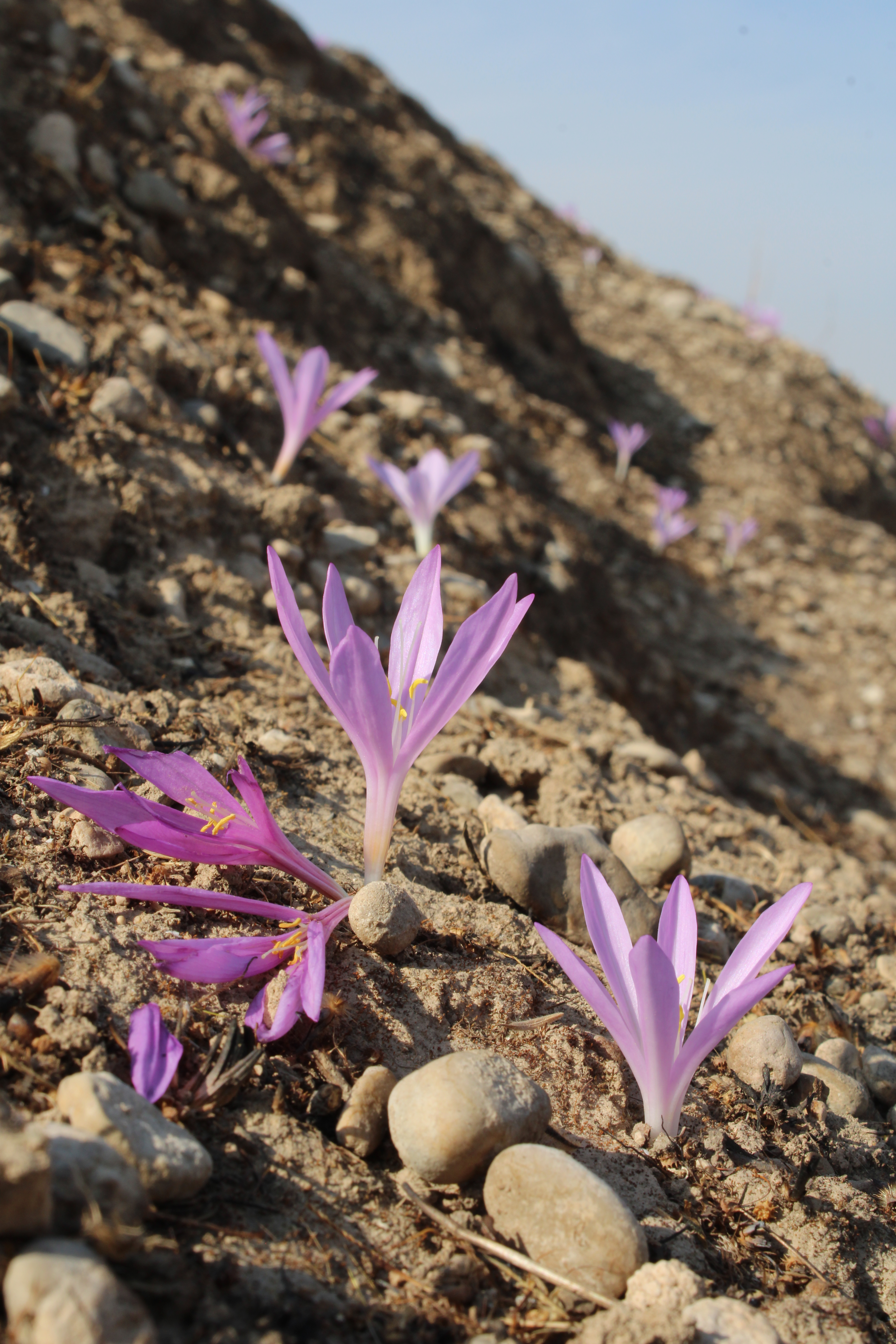
گل سورنجان خودرو در بهبهان

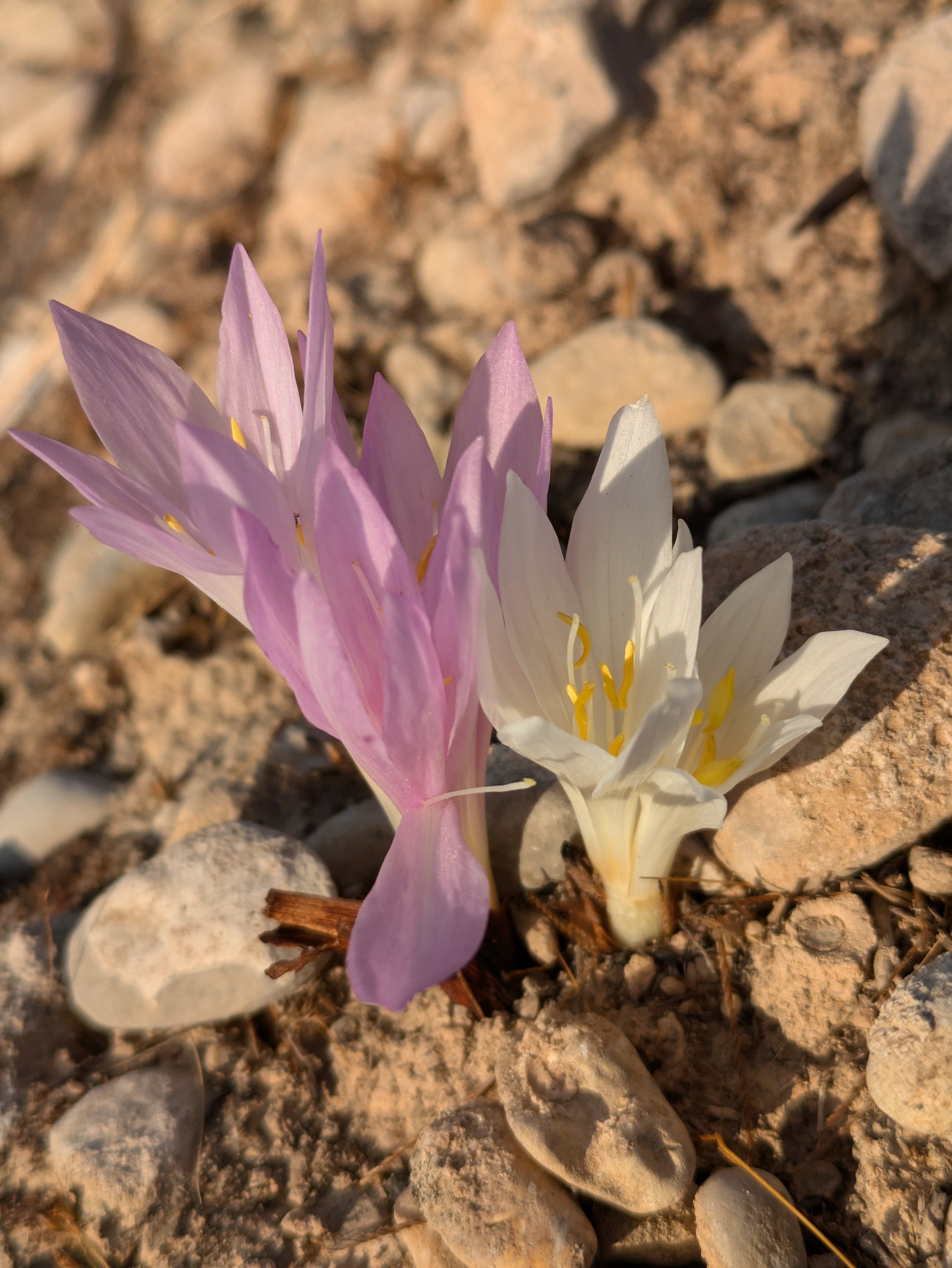
دو رنگ سورنجان در کنار هم، بهبهان

سورنجان در نقاط معتدل و مرطوب می‌روید. پیاز آن در عمق ۲۵ تا ۳۰ سانتیمتر در خاک فرومی‌رود و در پائیز گل‌های سفید یا بنفش شش بخشی از آن خارج گردد؛ و این گل‌ها لوله دراز دارند و تخمدانشان بر روی پیاز قرار گرفته‌است. پس از آمیزش قریب شش ماه در خاک باقی می‌ماند و تخمدان بزرگ می‌شود و در بهار با برگ‌های پهن و براق از خاک بیرون می‌آید و کپسولی سرخانه می‌سازد که دانه‌های درشت بسیار دارد. این گیاه بسیار سمی و ماده مؤثر آن به نام کلشیسین در بیماری نقرس بکار می‌رود.
همچنین نخستین بار در یک پاپیروس مصری Ebers Papyrus به سال ۱۵۰۰ قبل از میلاد مسیح (۳۵۰۰ سال پیش) به نام این گیاه و کاربرد پزشکی آن اشاره رفته است . البته  طبیبی یونانی Pedanius Dioscorides در قرن اول میلادی هم برای درمان نقرس از خواص اعجاب‌انگیز این گیاه دارویی بهره جسته است. ابوعلی سینا، پدر علم پزشکی هم در کتاب قانون خود به سال ۱۰۱۰ (میلادی) به توصیف علمی این گیاه دارویی پرداخته است. در ادامه مطلب خواص سورنجان  را می‌خوانیم تا بدانیم چه ترکیبی در این گیاه توانسته توجه پزشکان طب سنتی را از صدها سال پیش تاکنون به خود جلب نماید و ادعا می شود خواص بسیاری همچون بهبود سرماخوردگی و آنفولانزا – درمان سردرد – درد استخوان – بواسیر – ضد سرطان - افزایش میل جنسی – درمان سیاتیک و ورم مفاصل و روماتیسم – درمان یرقان – درمان زخم های کهنه – مسهل – ضد التهاب – انرژی زا – بهبود آسم و کاهش استرس و اضطراب دارد.

### افسانه گل حسرت

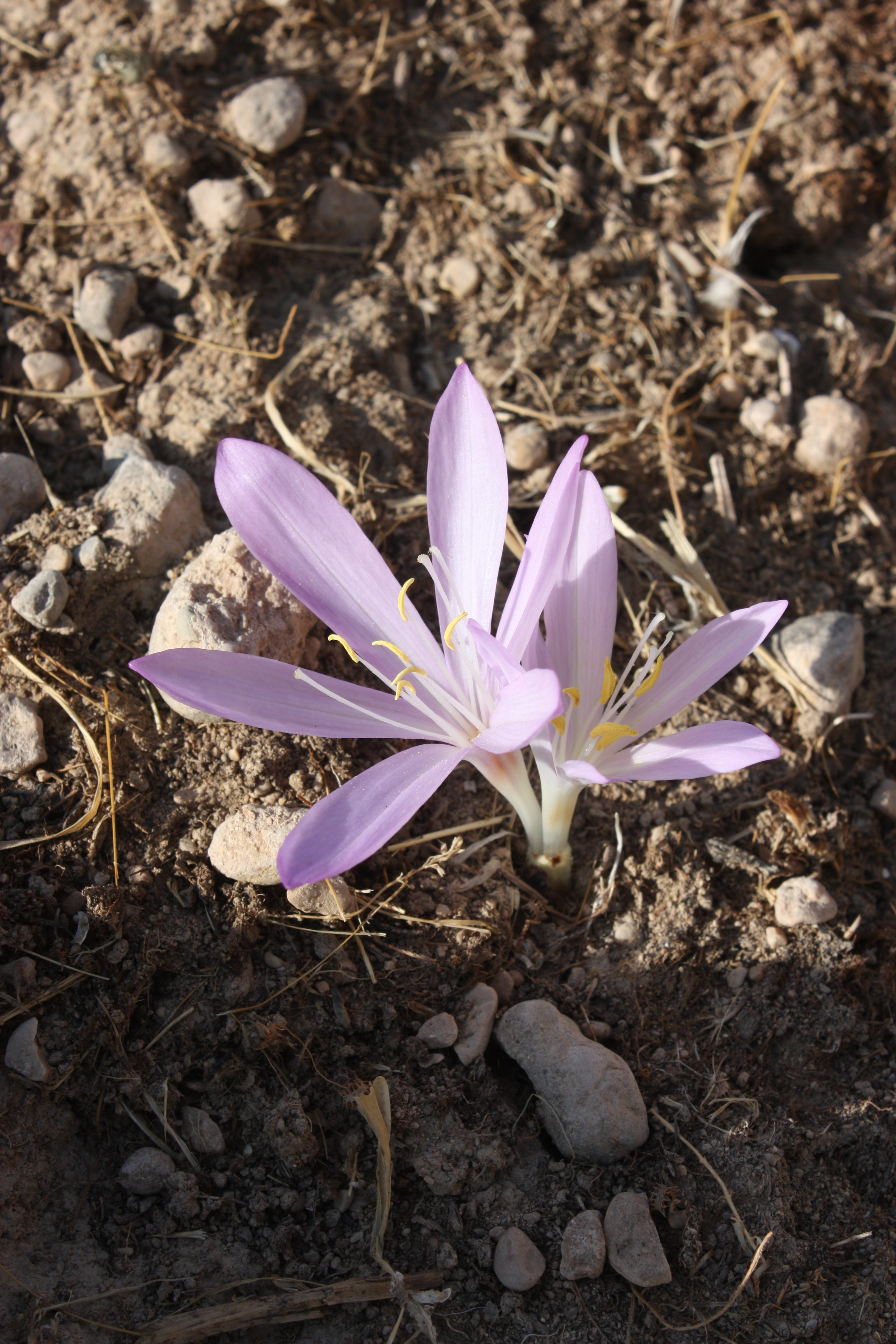
سورنجان خودرو، بهبهان

دلیل نامگذاری این گل به افسانه ای قدیمی باز میگردد.
طبق این افسانه ، گل حسرت )سورنجان( در اواخر اسفندماه رشد میکند ، ولی به دلیل تلخ بودن این گل ، موجوداتی مانند پرندگان و پروانه ها به این گل نزدیک نمیشوند . و این گل در حسرت دیدن آنها پژمرده می شود . سپس در پاییز دوباره به شوق دیدن پرندگان و پروانه ها رشد خواهد کرد ولی بازهم در حسرت دیدار این موجودات زیبا میماند. 

## گونه‌ها
- زعفران مرغزار Colchicum autumnale
- گل‌حسرت آلپی Colchicum alpinum
- گل‌حسرت استیونی Colchicum stevenii
- گل‌حسرت ایرانی Colchicum persicum
- گل‌حسرت برف‌دوست Colchicum szovitsii
- گل‌حسرت بهاری Colchicum bulbocodium
- گل‌حسرت زیبا Colchicum speciosum
- گل‌حسرت مدیترانه Colchicum cupanii
- گل‌حسرت مصری Colchicum ritchii
- گل‌حسرت یاسمنی کم‌رنگ Colchicum kotschyi
- Colchicum androcymbioides
- Colchicum antepense
- Colchicum antilibanoticum
- Colchicum arenarium
- Colchicum arenasii
- Colchicum asteranthum
- Colchicum atticum
- Colchicum balansae
- Colchicum baytopiorum
- Colchicum bivonae
- Colchicum boissieri
- Colchicum burttii
- Colchicum chalcedonicum
- Colchicum chimonanthum
- Colchicum chlorobasis
- Colchicum cilicicum
- Colchicum confusum
- Colchicum corsicum
- Colchicum cretense
- Colchicum crocifolium
- Colchicum davisii
- Colchicum decaisnei
- Colchicum doerfleri
- Colchicum dolichantherum
- Colchicum eichleri
- Colchicum euboeum
- Colchicum fasciculare
- Colchicum feinbruniae
- Colchicum figlalii
- Colchicum filifolium
- Colchicum freynii
- Colchicum gonarei
- Colchicum gracile
- Colchicum graecum
- Colchicum greuteri
- Colchicum haynaldii
- Colchicum heldreichii
- Colchicum hierosolymitanum
- Colchicum hirsutum
- Colchicum hungaricum
- Colchicum ignescens
- Colchicum imperatoris-friderici
- Colchicum inundatum
- Colchicum kesselringii
- Colchicum kurdicum
- Colchicum laetum
- Colchicum lagotum
- Colchicum leptanthum
- Colchicum lingulatum
- Colchicum longifolium
- Colchicum lusitanum
- Colchicum luteum
- Colchicum macedonicum
- Colchicum macrophyllum
- Colchicum manissadjianii
- Colchicum micaceum
- Colchicum micranthum
- Colchicum minutum
- Colchicum mirzoevae
- Colchicum montanum
- Colchicum multiflorum
- Colchicum munzurense
- Colchicum nanum
- Colchicum neapolitanum
- Colchicum parlatoris
- Colchicum parnassicum
- Colchicum paschei
- Colchicum peloponnesiacum
- Colchicum polyphyllum
- Colchicum pulchellum
- Colchicum pusillum
- Colchicum raddeanum
- Colchicum rausii
- Colchicum robustum
- Colchicum sanguicolle
- Colchicum schimperi
- Colchicum serpentinum
- Colchicum sfikasianum
- Colchicum sieheanum
- Colchicum soboliferum
- Colchicum trigynum
- Colchicum triphyllum
- Colchicum troodi
- Colchicum tunicatum
- Colchicum turcicum
- Colchicum tuviae
- Colchicum umbrosum
- Colchicum varians
- Colchicum variegatum
- Colchicum wendelboi
- Colchicum verlaqueae
- Colchicum woronowii
- Colchicum zahnii

## نگارخانه

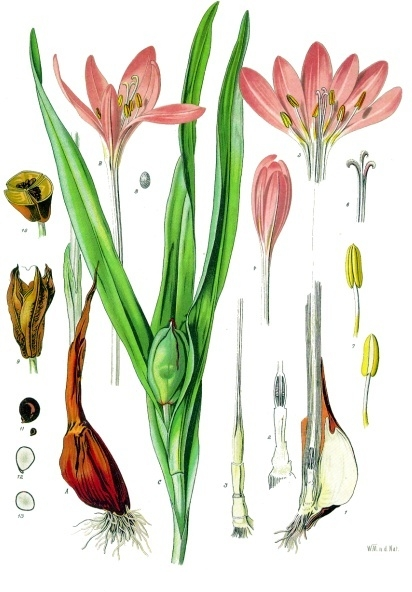
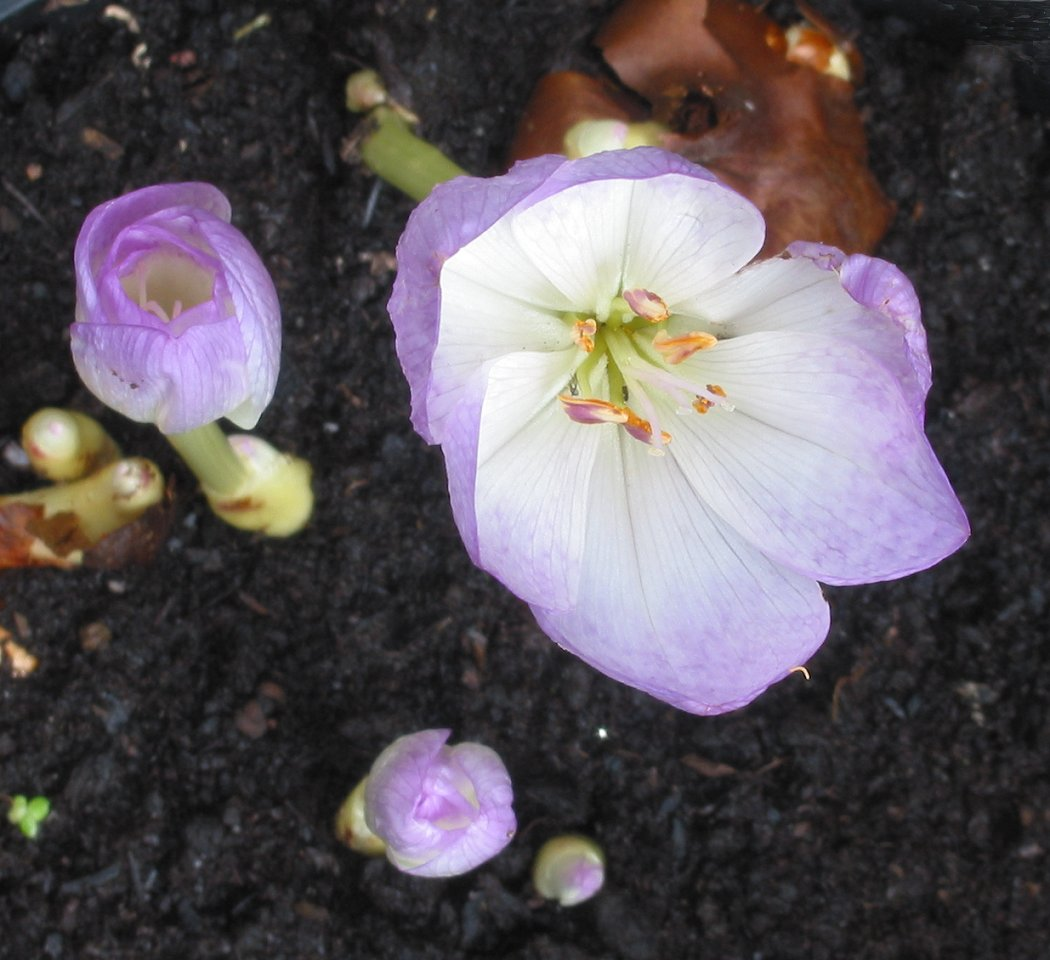
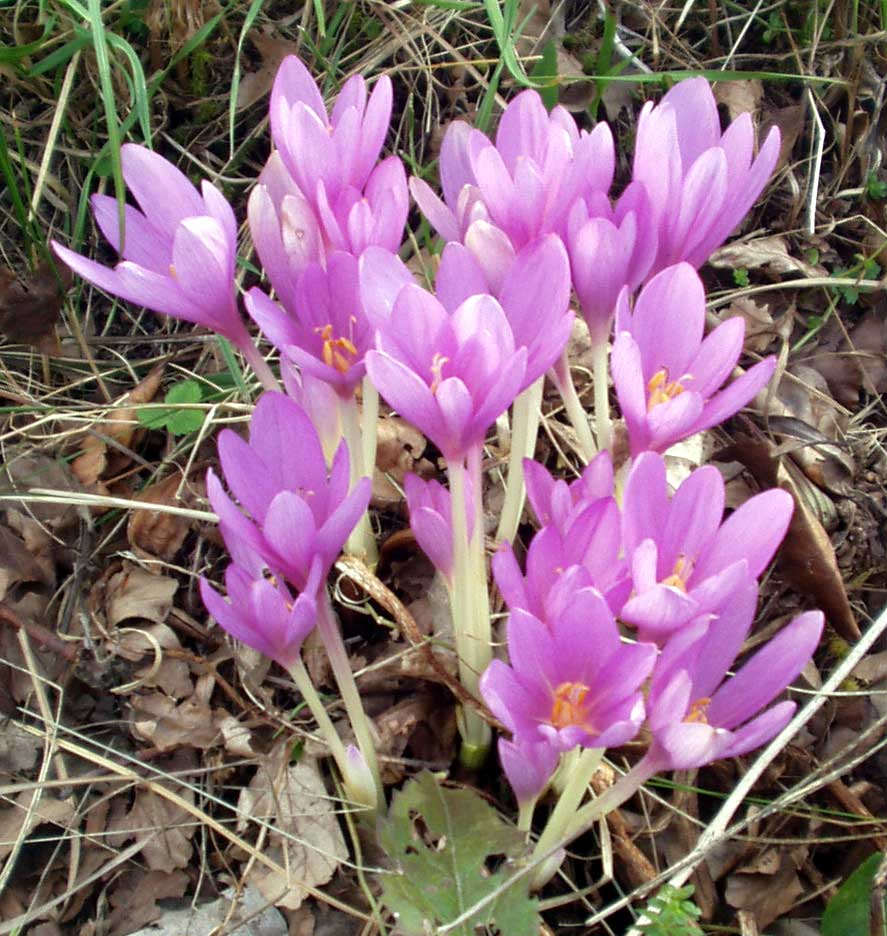
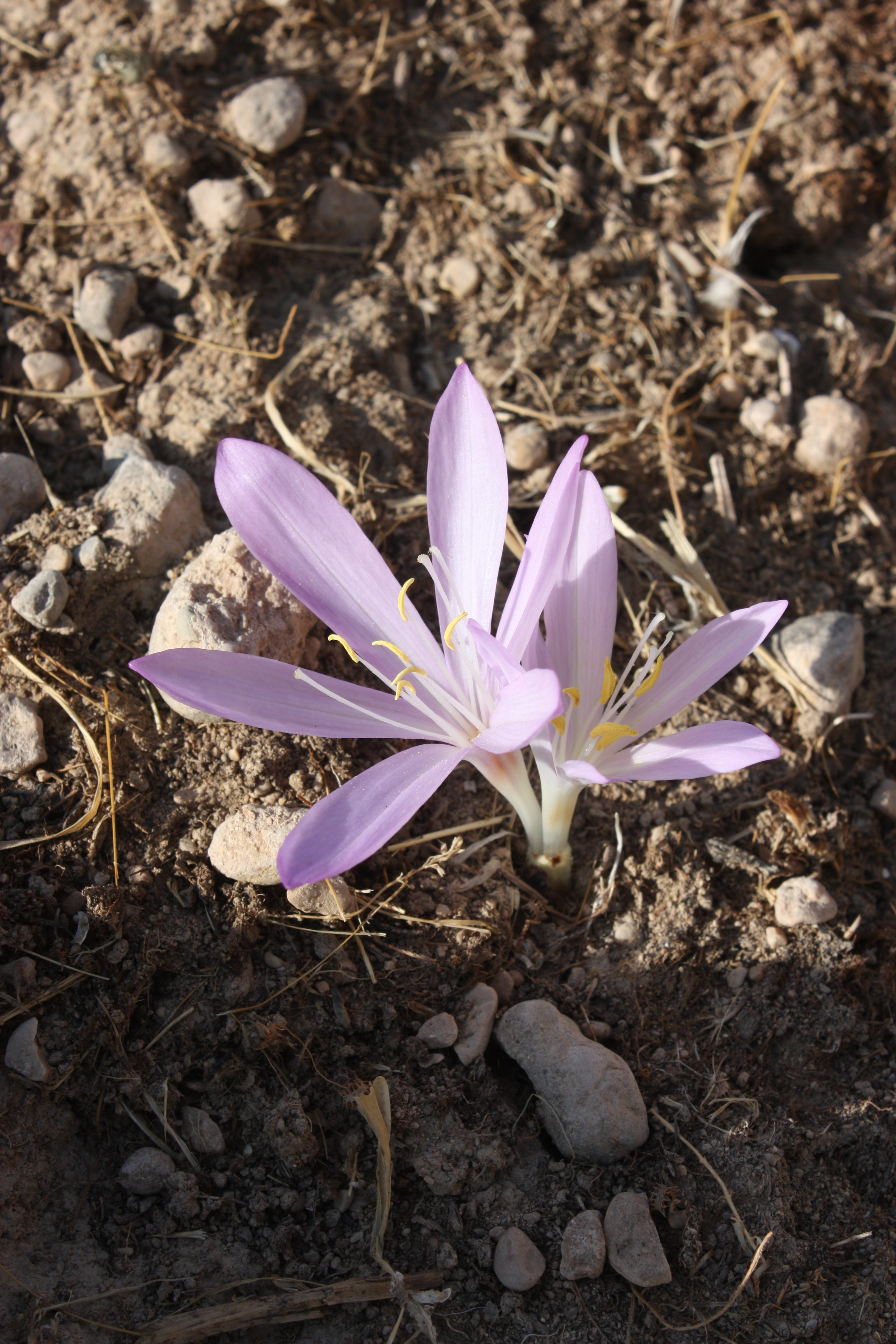
سورنجان خودرو، بهبهان
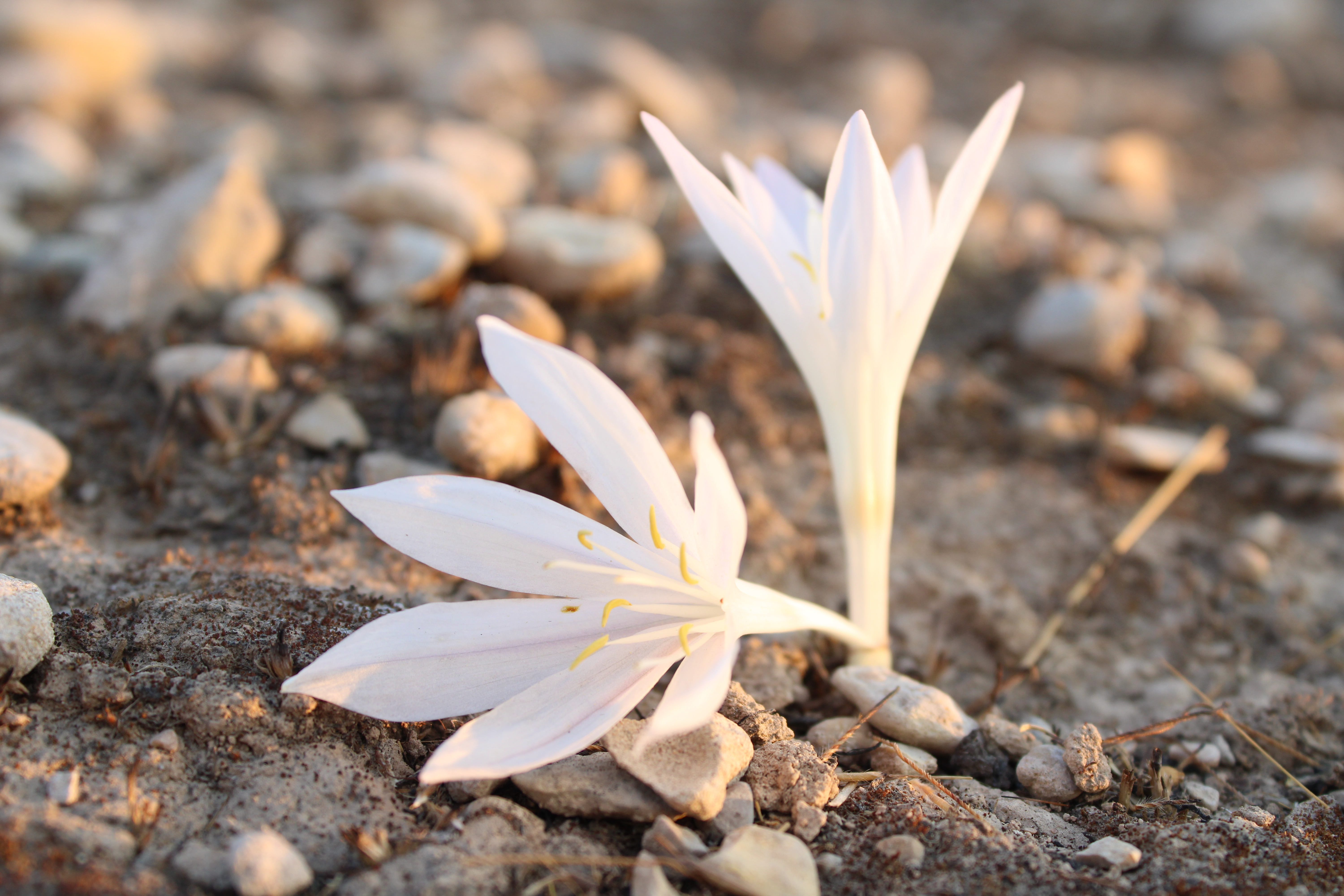
سورنجان سفید خودرو در بهبهان
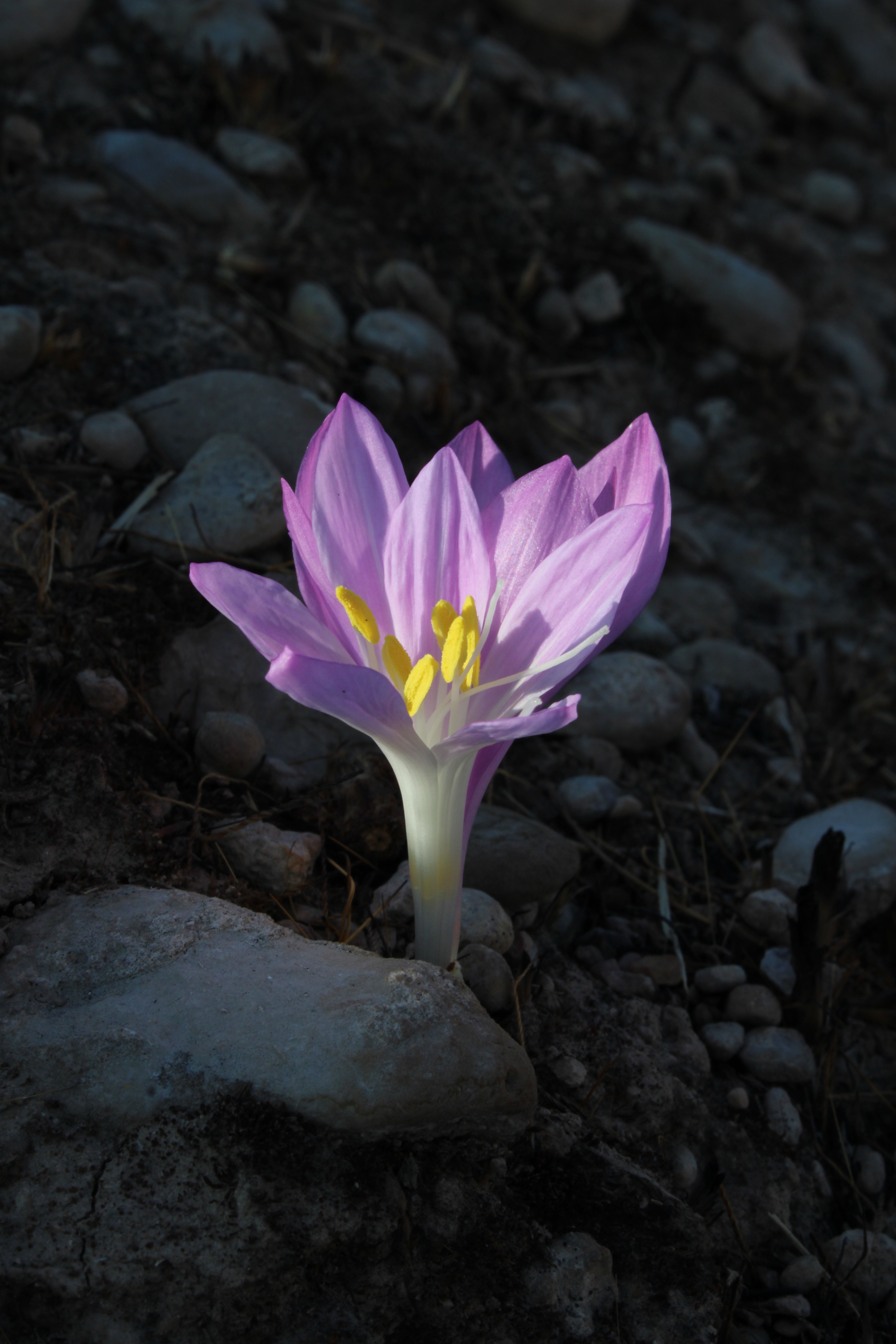
گل حسرت ایرانی خودرو در بهبهان
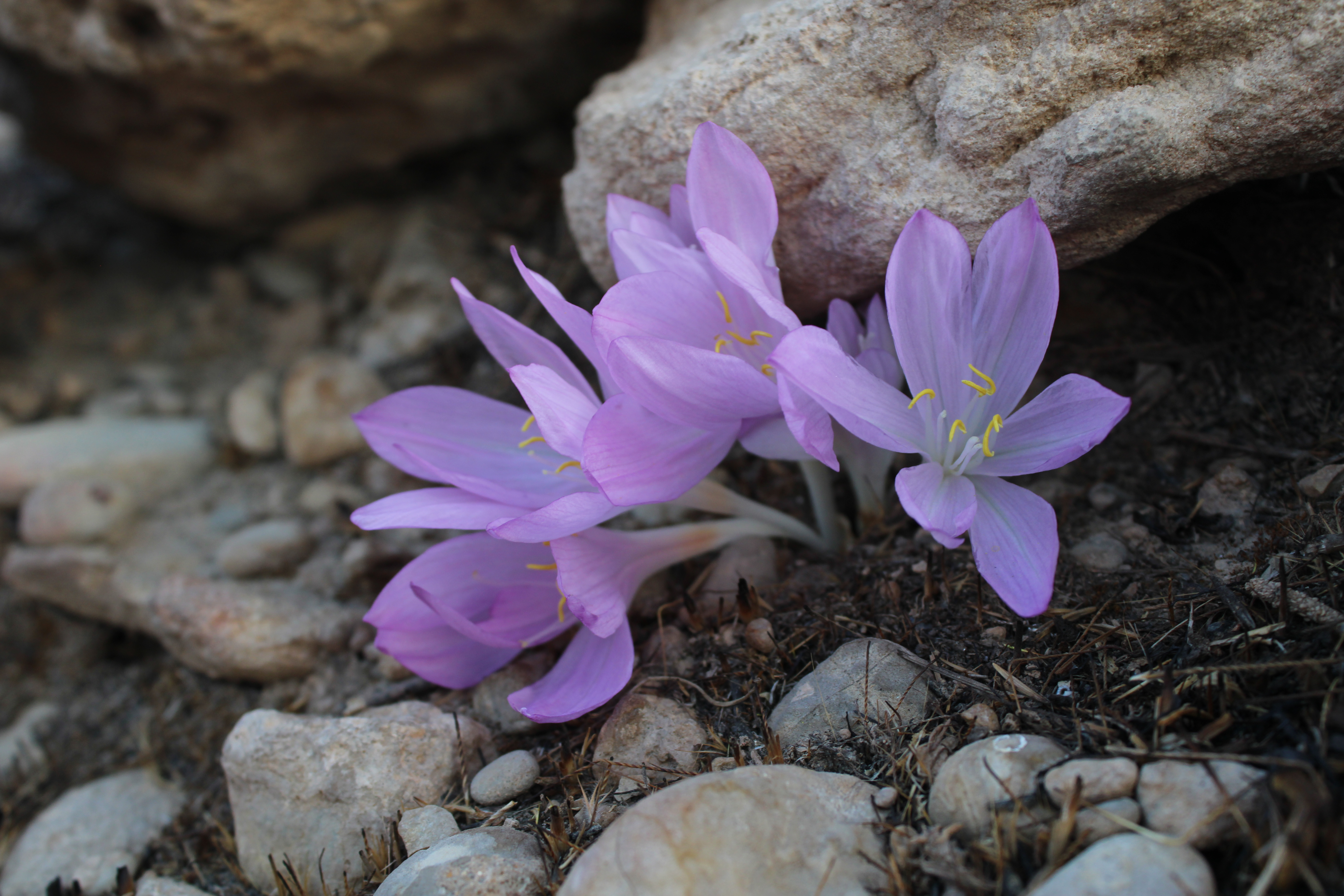
گل حسرت ایرانی (سورنجان) خودرو، پاییز بهبهان
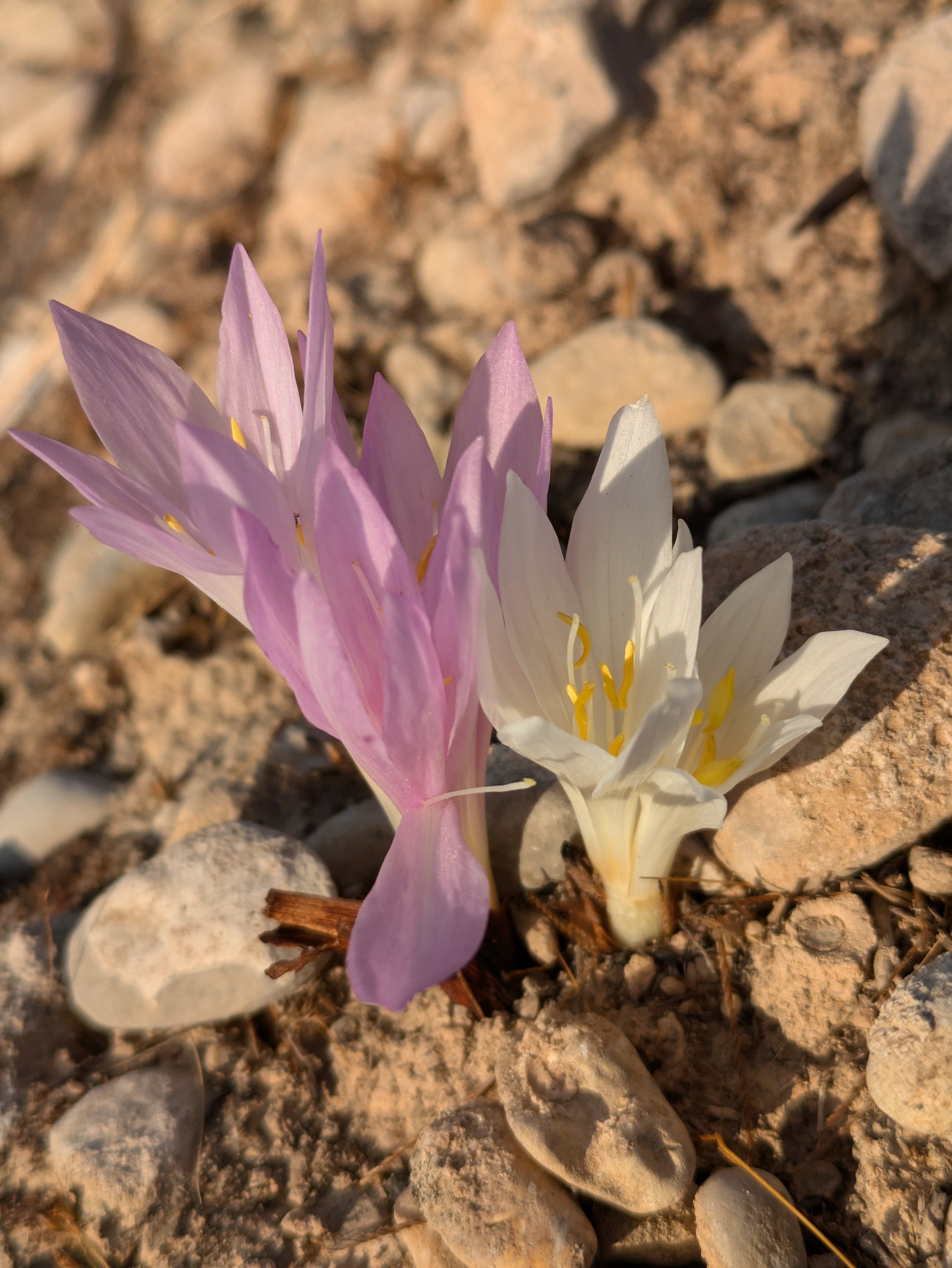
دو رنگ سورنجان در کنار هم، بهبهان